# Acerra
|  | Aquest article tracta sobre el municipi italià. Vegeu-ne altres significats a «Acerra (caixa)». |

Acerra és un municipi italià, situat a la regió de Campània i a la Ciutat metropolitana de Nàpols. L'any 2007 tenia 52.403 habitants.

## Història
Acerrae (en grec antic: Ἀχέρραι) era una ciutat de l'interior de Campània a uns 12 km al nord-est de Nàpols.
Apareix a la història durant la guerra que els campanis i els llatins van fer conjuntament contra Roma. L'any 332 aC, al final de la guerra, els habitants de la ciutat i d'altres ciutats properes van obtenir la ciutadania romana però sense dret a sufragi. Aquest dret el van obtenir més tard, però no se sap quan.
Durant la Segona Guerra Púnica es va mantenir fidel a Roma, i per això Hanníbal la va atacar l'any 216 aC. Els habitants no hi van poder fer front i van fugir, i els cartaginesos van saquejar la ciutat i la van cremar. Després de la guerra, l'any 210 aC, els acerrans, amb el permís del senat romà, la van reconstruir, diu Titus Livi.
Durant la guerra social, la va assetjar el general samnita Papi Mutil (Papius Mutilus), però segons Apià, va oferir una gran resistència i els samnites van abandonar el setge. Virgili parla de la fertilitat del territori, però al seu temps Acerrae havia patit freqüents inundacions del proper riu Clanius, que estava gairebé deserta. En temps d'August, va rebre una colònia romana. Estrabó en parla, juntament amb Nola i Nuceria, i diu que eren llocs d'una certa importància. No devia de conservar el seu rang colonial, perquè Plini el Vell l'esmenta només com un municipi.